# Rīgas Starptautiskā autoosta
Rīgas Starptautiskā autoosta (Rigas Internationale Busterminal) er Letlands største busterminal beliggende i hovedstaden Rigas centrum mellem Riga Bykanal og jernbanesporene i forlængelse af Riga Centralstation. Busterminalen har 33 platforme, hvortil ankommer og hvorfra afgår busser til alle Letlands største byer og vigtige steder, ligesom til adskillige byer i hele Europa.
Busterminalen blev taget i brug i 1964, og det oprindelige projekt busterminalens kompleks udarbejdedes af daværende projekteringsinstitut Latgiprogostroj (russisk: Латгипрогострой) fra 1960 til 1962. Siden den 11. september 1997 er Rīgas Starptautiskā autoosta et aktieselskab, der oprindeligt var helejet af den lettiske stat, men siden 2000 har været et privatiseret aktieselskab.